# 6922 Ясусі
6922 Ясусі (6922 Yasushi) — астероїд головного поясу, відкритий 27 травня 1993 року.
Тіссеранів параметр щодо Юпітера — 3,578.
Названо на честь астронома-аматора Ясусі (яп. やすし(寧志)).